# 상주경찰서
상주경찰서(尙州警察署, Sangju Police Station)는 경상북도경찰청이 관할하는 경찰서 중 하나이다. 경상북도 상주시 일대를 관할한다. 경상북도 상주시 중앙로 230에 위치하고 있다.
서장은 총경으로 보한다.

## 조직도
| - 경무과 - 경무계 - 경리계 - 정보화장비계 | - 생활안전과 - 생활안전계 - 생활질서계 - 112종합상황팀 | - 여성청소년과 - 여성청소년계 - 여성청소년수사팀 | - 수사과 - 수사지원팀 - 지능범죄수사팀 - 경제범죄수사팀 - 형사팀 - 과학수사반 | - 경비교통과 - 경비작전계 - 교통관리계 - 교통조사계 | - 정보보안과 - 정보계 - 보안계 |

## 관할 파출소
상주경찰서는 2개의 지구대와 11개의 파출소를 산하에 두고 있다.
| 명칭       | 주소                  | 관할구역            | 치안센터     |
| ---------- | --------------------- | ------------------- | ------------ |
| 중앙지구대 | 상서문로 63           |                     | 북문치안센터 |
| 동문지구대 | 중앙로 371            |                     | 역전치안센터 |
| 함창파출소 | 함창읍 중앙로 112     | 함창읍, 이안면      | 이안치안센터 |
| 사벌파출소 | 사벌면 덕담1길 59     | 사벌면              |              |
| 은척파출소 | 은척면 봉중1길 6      | 은척면, 외서면 일부 |              |
| 공검파출소 | 공검면 비재로 1288    | 공검면, 외서면 일부 | 외서치안센터 |
| 낙동파출소 | 낙동면 영남제일로 105 | 낙동면, 중동면      | 중동치안센터 |
| 청리파출소 | 청리면 원장1길 23     | 청리면, 외남면      | 외남치안센터 |
| 공성파출소 | 공성면 공성중앙로 103 | 공성면              |              |
| 화동파출소 | 화동면 이소1길 42     | 화동면, 내서면      | 내서치안센터 |
| 모동파출소 | 모동면 용호1길 21     | 모동면, 모서면      | 모서치안센터 |
| 화서파출소 | 화서면 화령로 21      | 화서면, 화남면      | 화남치안센터 |
| 화북파출소 | 화북면 문장로길 1748  | 화북면              |              |